# Jordan Norberto
Jordan Norberto, dominikanski bejzbolist, * 8. december 1986, Nagua, Dominikanska republika. 
Norberto je poklicni metalec in je trenutno član japonskega kluba Chūnichi Dragons.

## Poklicna kariera

### Arizona Diamondbacks
Norberto se je uspel prebiti na seznam 25-ih mož ekipe ob Dnevu odprtja leta 2010.

### Oakland Athletics
31. julija 2011 je bil Norberto skupaj z Brandonom Allenom poslan k ekipi Oakland Athletics, v zameno za Brada Zieglerja.